# Allobates masniger
Allobates masniger es una especie de anfibio anuro de la familia Aromobatidae.

## Distribución geográfica
Esta especie es endémica de la cuenca del río Tapajós en Pará, Brasil. Habita a 100 m de altitud.

## Publicación original
- Morales, 2002 "2000" : Sistemática y biogeografía del grupo trilineatus (Amphibia, Anura, Dendrobatidae, Colostethus), con descripción de once nuevas especies. Publicaciones de la Asociación de Amigos de Doñana, n.º 13, p. 1-59.[5]